# Georgina Verbaan
Georgina Carolina Verbaan (Haia, 9 de outubro de 1979) é uma atriz e cantora holandesa. Ela é mais conhecida por seu papel recorrente na soap opera Goede tijden, slechte tijden. Ela também apareceu em vários filmes, incluindo Costa! (2001), Volle maan (2002) e Oogverblindend.

## Carreira
Verbaan se juntou ao elenco da novela Goede Tijden, Slechte Tijden em 1997, aos 16 anos. Ela desempenhou o papel recorrente de Hedwig Harmsen de 1997 a 2000, tornando-se cada vez mais popular e famosa durante sua passagem pelo programa. Ela deixou o programa em 2000, buscando seguir a carreira de atriz. Ela apareceu no filme holandês Costa! em 2001. O filme foi um sucesso comercial, atraindo mais de 200.000 espectadores. Verbaan cantou a música tema do filme. Em 2001, ela fez uma participação especial no filme Soul Assassin. Em 2002, fez uma aparição importante no longa-metragem Volle maan, mas o filme foi um fracasso comercial e de crítica. Em 2003 protagonizou o filme Adrenalina de Roel Reiné.
Em 2002, lançou seu primeiro álbum de estúdio, Sugar Spider, que resultou em uma série de hits, incluindo "Ritmo", " Yo quiero bailar " um cover de Sonia & Selena e "Denis" um cover de Blondie.
Verbaan recebeu uma Cebola de Ouro (em holandês: Gouden Ui), o equivalente holandês ao Framboesa de Ouro, por sua atuação em Joyride de 2005.

## Discografia

### Álbuns
| Ano  | Álbum        | Melhor posição (HOL) |
| ---- | ------------ | -------------------- |
| 2002 | Sugar Spider | 70                   |

### Singles
| Ano  | Título             | Melhor posição (HOL) |
| ---- | ------------------ | -------------------- |
| 2000 | "If You Want Me"   | 38                   |
| 2001 | "Ritmo"            | 11                   |
| 2001 | "C.O.S.T.A."       | 24                   |
| 2001 | "Yo Quiero Bailar" | 27                   |
| 2001 | "This Christmas"   | 27                   |
| 2002 | "Denis"            | 30                   |